# Leandro Pereira
Leandro Pereira (3 de julio de 1991) es un futbolista brasileño que juega como delantero en el Tochigi S. C.

## Trayectoria

### Clubes
| Club                         | País    | Año       |
| ---------------------------- | ------- | --------- |
| Ferroviária                  | Brasil  | 2011-2012 |
| Mogi Mirim E. C. (cedido)    | Brasil  | 2012      |
| Cianorte F. C.               | Brasil  | 2013-2014 |
| Capivariano F. C. (cedido)   | Brasil  | 2013      |
| Icasa (cedido)               | Brasil  | 2013      |
| Portuguesa (cedido)          | Brasil  | 2014      |
| Chapecoense (cedido)         | Brasil  | 2014      |
| S. E. Palmeiras              | Brasil  | 2015      |
| Club Brujas                  | Bélgica | 2015-2018 |
| S. E. Palmeiras (cedido)     | Brasil  | 2016      |
| Sport Recife (cedido)        | Brasil  | 2017-2018 |
| Chapecoense (cedido)         | Brasil  | 2018      |
| Matsumoto Yamaga F. C.       | Japón   | 2019-2020 |
| Sanfrecce Hiroshima (cedido) | Japón   | 2019-2020 |
| Gamba Osaka                  | Japón   | 2021-2022 |
| Persépolis F. C.             | Irán    | 2023      |
| Tochigi S. C.                | Japón   | 2023-     |

## Palmarés

### Títulos nacionales
| Título                          | Club            | País    | Año  |
| ------------------------------- | --------------- | ------- | ---- |
| Pro League                      | Club Brujas     | Bélgica | 2016 |
| Campeonato Brasileño de Serie A | S. E. Palmeiras | Brasil  | 2016 |